# Lista de propriedades da transformada de Laplace
A Transformada de Laplace apresenta uma variedade de propriedades operacionais. A lista a seguir mostra alguma delas:

## Linearidade[2]
A transformada de Laplace é uma transformação linear, ou seja,
{\displaystyle {\mathcal {L}}\{\Omega \ f(t)+\Xi \ g(t)\}=\Omega \ {\mathcal {L}}\{f(t)\}+\Xi \ {\mathcal {L}}\{g(t)}\}
Sempre que cada uma das transformadas existirem.  A transformada se comporta dessa forma devido a propriedade de linearidade da integral. 
Demonstração:
{\displaystyle {\mathcal {L}}\{\Omega \ f(t)+\Xi \ g(t)\}=\int \limits _{0}^{\infty }{(\Omega f(t)+\Xi g(t)e^{-st})dt}}
{\displaystyle =\int \limits _{0}^{\infty }{(\Omega f(t)e^{-st})dt}\ \ +\ \int \limits _{0}^{\infty }{(\Xi g(t)e^{-st})dt}}
{\displaystyle =\Omega \int \limits _{0}^{\infty }{(f(t)e^{-st})dt}\ \ +\ \ \Xi \int \limits _{0}^{\infty }{(g(t)e^{-st})dt}}
{\displaystyle =\Omega {\mathcal {L}}\{f(t)\}+\Xi \ {\mathcal {L}}\{g(t)\}}
Observação: A transformada inversa de Laplace também é uma transformação linear, ou seja,
{\displaystyle {\mathcal {L^{-1}}}\{\Omega \ F(s)+\Xi \ G(s)\}={\mathcal {L^{-1}}}{\{\Omega {\mathcal {L}}\{f(t)}\}+\Xi {\mathcal {L}}\{g(t)\}\}}
{\displaystyle ={\mathcal {L^{-1}}}{\{{\mathcal {L}}\{\Omega f(t)}+\Xi g(t)\}\}}
{\displaystyle =\Omega f(t)+\Xi g(t)}

## Transformada de Laplace de uma derivada[2]
Se {\displaystyle {f(t)}} é contínua e de ordem exponencial e {\displaystyle f'(t)} é  contínua por partes para {\displaystyle t\geq 0}, então
{\displaystyle {\mathcal {L}}\{{\dot {f}}(t)\}=s{\mathcal {L}}\{f(t)\}-f(0)}
Se {\displaystyle {f(t)}} e  {\displaystyle f'(t)} são contínuas e {\displaystyle f''(t)}é contínua por partes. Então podemos aplicar a expressão acima duas vezes e obter:
{\displaystyle {\mathcal {L}}\{{\ddot {f}}(t)\}=s^{2}{\mathcal {L}}\{f(t)\}-sf(0)-{\dot {f}}(0)}
Analogamente, se {\displaystyle {f(t)}},  {\displaystyle f'(t)} , ... , {\displaystyle f^{(n-1)}(t)}são contínuas e {\displaystyle f^{(n)}(t)} é contínua por partes, então:
{\displaystyle {\begin{aligned}{\mathcal {L}}\left\{f^{(n)}(t)\right\}=\ &s^{n}{\mathcal {L}}\{f(t)\}-s^{n-1}f(0)-s^{n-2}{\dot {f}}(0)-\cdots -f^{(n-1)}(0)\\=\ &s^{n}{\mathcal {L}}\{f(t)\}-\sum _{k=0}^{n-1}s^{n-1-k}f^{(k)}(0)\end{aligned}}}
Demonstração:
Seja{\displaystyle {\mathcal {L}}\{{\dot {f}}(t)\}=\int \limits _{0}^{\infty }{\dot {f}}(t)e^{-st}dt}e, utilizando o método da Integração por partes, onde {\displaystyle u=e^{-st}} e {\displaystyle dv={\dot {f}}(t)}
temos{\displaystyle f(t)e^{-st}|_{0}^{\infty }-\int \limits _{0}^{\infty }(-s)f(t)e^{-st}dt}{\displaystyle =\lim _{t\to \infty }f(t)e^{-st}-f(0)+s\int \limits _{0}^{\infty }f(t)e^{-st}dt} 
considerando {\displaystyle s>0} e utilizando a definição de Transformada de Laplace chegamos em:
{\displaystyle 0-f(0)+sF(s)} 

## Transformada de Laplace de uma integral
Se {\displaystyle {F(s)}} é a transformada de Laplace de uma função contínua por partes {\displaystyle {f(t)}}, então {\displaystyle {\int _{0}^{t}f(\tau )\operatorname {d\tau } \!}} é a transformada inversa de {\displaystyle {\frac {F(s)}{s}}}.
{\displaystyle {\mathcal {L}}\left\{\int _{0}^{t}f(\tau )\operatorname {d} \!\tau \right\}={\frac {{\mathcal {L}}\{f(t)\}}{s}}\equiv {\frac {F(s)}{s}}}

Demonstração: Seja {\displaystyle g(t)={\int _{0}^{t}f(\tau )\operatorname {d} \!\tau }}. Então, {\displaystyle {g'(t)=f(t)}}. Aplicamos a propriedade da transformada da derivada e temos:
{\displaystyle {\mathcal {L}}\{g'(t)\}=s{\mathcal {L}}\{f(g)\}-g(0)}

Usando o fato que {\displaystyle {g(0)=0}}, temos
{\displaystyle {\mathcal {L}}\left\{\int _{0}^{t}f(\tau )\operatorname {d} \!\tau \right\}={{\mathcal {L}}\{g(t)}\}}
{\displaystyle ={\frac {{\mathcal {L}}\{g'(t)\}}{s}}}
{\displaystyle ={\frac {{\mathcal {L}}\{f(t)\}}{s}}}
{\displaystyle ={\frac {F(s)}{s}}}

## Deslocamento no tempo
Estas funções podem representar sinais "liga/desliga" - como a função pulso, onde uma determinada função pode surgir num determinado tempo e, logo após, voltar a ser nula e/ou ser alterada.
A função pulso é definida por:
{\displaystyle f_{p}(t)={\begin{cases}0,&t<a\\1,&a<t<b\\0,&t>b\end{cases}}}

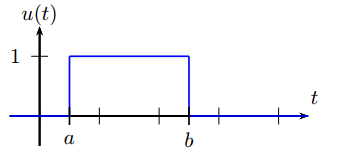
Função pulso com a<b

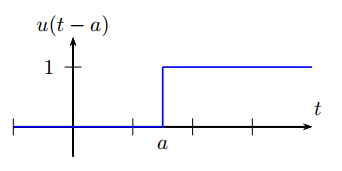
Função degrau unitário

A função degrau unitário, ou função de Heaviside. é definida assim
{\displaystyle u(t-a)={\begin{cases}0,\,t\leq a\\1,\,t>a\end{cases}}}
Consequentemente, o produto:
{\displaystyle u(t-a)f(t-a)}
é a função f(t) deslocada uma distância a no sentido positivo do eixo do tempo t , sendo nula para t < a. Sendo assim tem-se o seguinte;
Definição: {\displaystyle {\mathcal {L}}\left\{u(t-a)f(t-a)\right\}=e^{-as}F(s),} {\displaystyle a\in \mathbb {R} }
e a inversa: {\displaystyle {\mathcal {L}}^{-1}\{e^{-as}F(s)\}=u(t-a)f(t-a)}
Demonstração: Aplica-se diretamente a transformada de Laplace de {\displaystyle u(t-a)f(t-a)} e usa-se a propriedade aditiva de integrais
{\displaystyle {\mathcal {L}}\left\{u(t-a)f(t-a)\right\}=\int \limits _{0}^{\infty }f(t-a)u(t-a)e^{-st}dt=\int \limits _{0}^{a}f(t-a)u(t-a)e^{-st}dt+\int \limits _{a}^{\infty }f(t-a)u(t-a)e^{-st}dt}
usando o fato de que {\displaystyle u(t-a)={\begin{cases}0,&{0\leq t<a}\\1,&{t\geq a}\end{cases}}}, tem-se:
{\displaystyle =\int \limits _{a}^{\infty }f(t-a)e^{-st}dt}. Agora faz-se a mudança de variável {\displaystyle v=t-a} na integral e altera-se os limites de integração novamente:
{\displaystyle =\int \limits _{0}^{\infty }f(v)e^{-s(v+a)}dv=e^{-as}\int \limits _{0}^{\infty }f(v)e^{-sv}dv}, que é a definição de transformada de Laplace.
e concluímos que:  {\displaystyle {\mathcal {L}}\left\{u(t-a)f(t-a)\right\}=e^{-as}{\mathcal {L}}\{f(t)\}=e^{-as}F(s)}
Isto é, quando a função é deslocada a unidades no sentido positivo do tempo t , a sua
representação no domínio das frequências fica multiplicada por {\displaystyle e^{-as}}
.
Essa propriedade é útil para calcular transformadas de funções com descontinuidades.

## Deslocamento na frequência
Conhecida como deslocamento ou translação do eixo s, é possível conhecer a transformada de múltiplos exponenciais de uma função {\displaystyle f} desde que conheçamos a sua transformada, isto é:
{\displaystyle {\mathcal {L}}\left\{e^{at}f(t)\right\}=F(s-a),} {\displaystyle a\in \mathbb {R} },
ou
{\displaystyle {\mathcal {L}}^{-1}\{F(s-a)\}=e^{at}f(t)}
Demonstração: Faz-se a aplicação direta da definição de transformada de Laplace de {\displaystyle F(s-a)}:
{\displaystyle F(s-a)=\int \limits _{0}^{\infty }f(t)e^{-(s-a)t}dt}{\displaystyle =\int \limits _{0}^{\infty }f(t)e^{at}e^{-st}dt={\mathcal {L}}\{e^{at}f(t)\}}
Exemplo 1: Calculemos a transformada de Laplace de {\displaystyle f(t)=e^{at}t}:
Usando a definição de transformada calcula-se
{\displaystyle {\mathcal {L}}\left\{t\right\}={1 \over s^{2}}=F(s).}
Aplicando a propriedade da translação tem-se
{\displaystyle {\mathcal {L}}\left\{e^{at}t\right\}=F(s-a)={1 \over {(s-a)^{2}}},} {\displaystyle s>a}
Exemplo 2: Analogamente é possível calcular a transformada de Laplace de {\displaystyle senh(2t)cos(t)}:
Primeiro escreve-se Seno hiperbólico na sua forma exponencial
{\displaystyle {\mathcal {L}}\left\{{e^{2t}-e^{-2t} \over {2}}cos(t)\right\}}
Assim, pela propriedade da Linearidade, pode-se colocar  {\displaystyle {1 \over 2}}  em evidência,tem-se
{\displaystyle {1 \over {2}}{\mathcal {L}}\left\{{e^{2t}cos(t)-e^{-2t}}cos(t)\right\}}
Então aplica-se a propriedade da translação do eixo s
{\displaystyle {1 \over {2}}{\mathcal {L}}\left\{{e^{2t}cos(t)-e^{-2t}}cos(t)\right\}={1 \over 2}{\biggl (}{s-2 \over (s-2)^{2}+1}-{s+2 \over (s+2)^{2}+1}{\biggr )}}

## Teorema de Convolução
A convolução é uma operação que permite relacionar algumas funções com a transformada inversa do produto das suas transformações. 
{\displaystyle {\begin{aligned}&\rightarrow \ \ f(t)*g(t)\ {\overset {\underset {\mathrm {def} }{}}{=}}\int _{0}^{t}f(\tau )g(t-\tau )\operatorname {d} \!\tau \\&\rightarrow \ \ {\mathcal {L}}\{f(t)\ g(t)\}={\mathcal {L}}\{f(t)\}*{\mathcal {L}}\{g(t)\}\\&\rightarrow \ \ {\mathcal {L}}\{f(t)*g(t)\}=F(s)\ G(s)\end{aligned}}}

Demostração: Partimos da definição das transformadas:
{\displaystyle F(s)={\mathcal {L}}\{f(t)\}=\int _{0}^{\infty }e^{-st}f(t)\,dt} e {\displaystyle G(s)={\mathcal {L}}\{g(\tau )\}=\int _{0}^{\infty }g(\tau )e^{-s\tau }\,d\tau }
Logo, 
{\displaystyle F(s)G(s)=\int \limits _{0}^{\infty }f(t)e^{-st}\int \limits _{0}^{\infty }g(\tau )e^{-s\tau }dt}
{\displaystyle =\int \limits _{0}^{\infty }f(t)\int \limits _{0}^{\infty }g(\tau )e^{-s(t+\tau )}d\tau dt}
Mantemos {\displaystyle t} ﬁxo e fazemos a mudança de variável  {\displaystyle v=t+\tau }para obter:
{\displaystyle F(s)G(s)=\int \limits _{0}^{\infty }f(t)\int \limits _{t}^{\infty }g(v-t)e^{-sv}dvdt}
Mudamos a ordem de integração na região que é a metade inferior do primeiro quadrante: em vez de variar {\displaystyle v} em {\displaystyle {[t,\infty ]}} depois {\displaystyle t} em {\displaystyle {[0,\infty ]}} primeiro vamos variar {\displaystyle t} em {\displaystyle {[0,v]}}, depois {\displaystyle v} em {\displaystyle {[0,\infty ]}}, ou seja
{\displaystyle F(s)G(s)=\int \limits _{0}^{\infty }\int \limits _{0}^{v}f(t)g(v-t)e^{-sv}dtdv}
{\displaystyle =\int \limits _{0}^{\infty }{\biggl (}\int \limits _{0}^{v}f(t)g(v-t)dt{\biggr )}e^{-sv}dv}
{\displaystyle =\int \limits _{0}^{\infty }(f*g)e^{-sv}dv}
{\displaystyle ={\mathcal {L}}\{f*g\}}

## Transformada de Laplace de uma função de períodoT
Se f(t) é uma função contínua por partes, de ordem exponencial e periódica de período  T. Então a transformada de Laplace existe e é da forma
{\displaystyle {\mathcal {L}}\{f\}={1 \over 1-e^{-Ts}}\int _{0}^{T}e^{-st}f(t)\,dt}
Demonstração: Aplicando a definição e separando a integral nos períodos da função f(t) para obter:
{\displaystyle {\mathcal {L}}\{f(t)\}=\int _{0}^{\infty }f(t)e^{-st}dt}
{\displaystyle =\int _{0}^{T}f(t)e^{-st}dt+\int _{T}^{2T}f(t)e^{-st}dt+\int _{2T}^{3T}f(t)e^{-st}dt+...}
{\displaystyle =\sum _{n=0}^{\infty }\int _{nT}^{(n+1)T}f(t)e^{-st}dt.}
Fazendo a mudança de variável {\displaystyle \tau =t-nT} e obtêm-se
{\displaystyle {\mathcal {L}}{\{f(t)\}}=\sum _{n=0}^{\infty }\int _{0}^{T}f(\tau +nT)e^{-s(\tau +nT)}d\tau }
{\displaystyle =\sum _{n=0}^{\infty }e^{-snT}\int _{0}^{T}f(\tau +nT)e^{-s\tau }d\tau }
Usando o fato que a função é periódica, ou seja, {\displaystyle f(\tau +nT)\equiv f(\tau )}, se tem:
{\displaystyle {\mathcal {L}}{\{f(t)\}}=\sum _{n=0}^{\infty }e^{-snT}\int _{0}^{T}f(\tau )e^{-s\tau }d\tau }
{\displaystyle ={\Bigl (}\sum _{n=0}^{\infty }(e^{-sT})^{n}{\Bigr )}\int _{0}^{T}f(\tau )\ e^{-sT}d\tau }
{\displaystyle =\int _{0}^{T}f(\tau )e^{-sT}d\tau \left[{\frac {1}{1-e^{-sT}}}\right]}
{\displaystyle ={\frac {1}{1-e^{-sT}}}\int _{0}^{T}f(\tau )e^{-sT}d\tau ,}
onde usa-se a soma de uma série geométrica de razão {\displaystyle e^{-sT}}.
As funções periódicas aparecem com frequência representando forças externas em sistemas mecânicos e elétricos.

## Derivada da transformada de Laplace
{\displaystyle {\mathcal {L}}\left\{tf(t)\right\}=-{\operatorname {d} \! \over \operatorname {d} \!s}F(s)}
Dada uma função {\displaystyle {f(t)}}, podemos escrever que {\displaystyle {\mathcal {L}}\left\{f(t)\right\}=F(s)}, e temos então:
{\displaystyle {{\frac {d}{ds}}F(s)={\frac {d}{ds}}\int _{0}^{\infty }f(t)e^{-st}dt}}
E pelo Teorema Fundamental do Cálculo:
{\displaystyle {{\frac {d}{ds}}F(s)=\int _{0}^{\infty }f(t){\frac {d}{ds}}e^{-st}dt}}
{\displaystyle {{\frac {d}{ds}}F(s)=\int _{0}^{\infty }f(t)(-t)e^{-st}dt}}
{\displaystyle {{\frac {d}{ds}}F(s)=-\int _{0}^{\infty }tf(t)e^{-st}dt}}
{\displaystyle {{\frac {d}{ds}}F(s)=-{\mathcal {L}}\left\{tf(t)\right\}}} 

## Integral da transformada de Laplace[5]
Se {\displaystyle F(s)} é a transformação de Laplace de {\displaystyle f(t)} e  {\displaystyle \lim _{t\to 0}\int \limits _{t}^{1}{\frac {f(\tau )}{\tau }}d\tau }  existe então :
{\displaystyle {\mathcal {L}}\left\{{\frac {f(t)}{t}}\right\}=\int _{s}^{\infty }F(v)\operatorname {d} \!v}
Demonstração: 

{\displaystyle {\mathcal {\int }}_{s}^{\infty }F(v)\operatorname {d} v=\int _{s}^{\infty }{\bigg (}\int _{0}^{\infty }f(t)e^{-vt}\operatorname {d} t{\bigg )}\ \operatorname {d} v}
{\displaystyle =\int _{0}^{\infty }f(t){\bigg (}\int _{s}^{\infty }e^{-vt}\operatorname {d} v{\bigg )}\operatorname {d} t=\int _{0}^{\infty }f(t){\bigg [}{\frac {e^{-vt}}{-t}}{\bigg ]}{\Biggr |}_{s}^{\infty }\operatorname {d} t}
{\displaystyle =\int _{0}^{\infty }f(t){\bigg [}{\frac {e^{-\infty t}-e^{-st}}{-t}}{\bigg ]}\operatorname {d} t=\int _{0}^{\infty }{\frac {f(t)}{t}}e^{-st}\operatorname {d} t}
{\displaystyle ={\mathcal {L}}\left\{{\frac {f(t)}{t}}\right\}}

## Escalamento
{\displaystyle {\mathcal {L}}\left\{f(at)\right\}={1 \over a}\;F\left({s \over a}\right)}

## Valor inicial[5]
Se F(s) é a transformada de Laplace de uma função f(t) de ordem exponencial c e 
{\displaystyle \lim _{t\to 0+}f(t)=L}, 
então 
{\displaystyle \lim _{s\to \infty }sF(s)=L}.
Demonstração : Usando a definição da Transformada podemos escrever

{\displaystyle sF(s)=s\int _{0}^{\infty }f(t)e^{-st}dt}
{\displaystyle =s\int _{0}^{a}f(t)e^{-st}dt+s\int _{a}^{b}f(t)e^{-st}dt+s\int _{b}^{\infty }f(t)e^{-st}dt}

Dessa forma podemos observar que a segunda integral tende a zero quando  {\displaystyle s\longrightarrow \infty }independente do valor de a e b, pois o fato da função ser de ordem exponencial e contínua por partes implica f(t)  limitada em [a,b], ou seja, {\displaystyle |f(t)|<M} e, portanto,
{\displaystyle \mid s\int _{a}^{b}f(t)e^{-st}dt\mid \leq s\int _{a}^{b}\mid f(t)\mid e^{-st}dt}
{\displaystyle \leq Ms\int _{a}^{b}e^{-st}dt}
{\displaystyle \leq Ms{\frac {1}{-s}}\left[e^{-st}\right]_{a}^{b}}
{\displaystyle =M(e^{-sa}-e^{-sb}).}
A última integral também tende a zero se b for suficientemente grande, pois existem c e M > 0 tal que {\displaystyle \mid f(t)<Me^{ct}} para t>b e, portanto, 
{\displaystyle \mid s\int _{b}^{\infty }f(t)e^{-st}dt\mid \leq s\int _{b}^{\infty }\mid f(t)\mid e^{-st}dt}
{\displaystyle \leq s\int _{b}^{\infty }\mid f(t)\mid e^{-(s-c)t}dt}
{\displaystyle \leq Ms{\frac {1}{c-s}}\left[e^{-(s-c)t}\right]_{b}^{\infty }}
{\displaystyle ={\frac {Ms}{s-c}}(e^{-(s-c)b}).}
E por fim, para a suficientemente pequeno, f(t) se aproxima de L, pois {\displaystyle \lim _{t\to 0}f(t)=L}, ou seja, 
{\displaystyle s\int _{0}^{a}f(t)e^{-st}dt\approx s\int _{b}^{\infty }Le^{-st}dt}
{\displaystyle \approx s{\frac {l}{s}}\left[e^{-st}\right]_{0}^{a}}
{\displaystyle =L(1-e^{-as})}
Como {\displaystyle e^{-as}\rightarrow 0} quando {\displaystyle s\rightarrow \infty }, então 
{\displaystyle \lim _{s\to \infty }sF(s)=L}

## Valor final
Se {\displaystyle F(s)}é a transformada de Laplace de {\displaystyle f(t)} e 
{\displaystyle \lim _{t\to \infty }f(t)=L}
então,
{\displaystyle \lim _{s\to 0^{+}}sF(s)=L}

#### Demonstração[4]
Usamos a Definição de transformada de Laplace para escrever
{\displaystyle sF(s)=s\int _{0}^{\infty }f(t)e^{-st}dt}
{\displaystyle =s\int _{0}^{a}f(t)e^{-st}dt+s\int _{a}^{\infty }f(t)e^{-st}dt}
Observe que a primeira parcela do lado direito tende a zero independentemente do valor de {\displaystyle a}.Porém, para {\displaystyle a}suficientemente grande, {\displaystyle f(t)}se aproxima de {\displaystyle L}, pois {\displaystyle \lim _{t\to \infty }f(t)=L}, ou seja,
{\displaystyle s\int _{a}^{\infty }f(t)e^{-st}dt\thickapprox s\int _{a}^{\infty }Le^{-st}dt}
e,
{\displaystyle s\int _{a}^{\infty }f(t)e^{-st}dt\thickapprox s{\frac {L}{-s}}\left[e^{-st}\right]_{a}^{\infty }=Le^{-as}}
Como {\displaystyle e^{-as}\rightarrow 1} quando {\displaystyle s\rightarrow 0}, então
{\displaystyle \lim _{s\to 0^{+}}sF(s)=L}